# 세부아노족
세부아노족(Cebuano people)은 비사야 족의 하위 집단으로 그들의 주요 언어는 세부아노어이고, 민다나오의 링구아 프랑카이기도 한 중앙비사야 지방의 토착민 오스트로네시아어족이다.

## 역사
오세아니아 또는 오스트로네시아어족 사람들은 약 3만년 전에 세부섬에 정착한 이들을 말라요-폴리네시안이라고 불렀다. 대부분의 세부아노족들은 오늘날 말라요-폴리네시아인들을 조상으로 두고 있다. 초기의 세부아노족들은 마이크로네시아 족 사람들과 본토 아시아로 해상 여행을 하는 유사한 문화를 발달시켰다. 세부아노족들도 또한 일본, 오키나와, 인도, 중국, 말레이시아, 인도네시아, 태국 그리고 스리랑카와 무역을 하였다. 고대 세부아노족들은 일본, 중국, 인도 그리고 보르네오에 영향력 있는 문화를 발달시켰다. 그들은 진주와 산호를 비단과 금, 무기, 그리고 향신료로 교환을 했다. 초기 세부아노족들은 기독교가 전파될 때까지 애니미즘만을 신봉하였고, ‘아니토스’(anitos , 신령 spirits이라는 의미)을 신봉하였다.
탐험가 페르디난드 마젤란과 현지의 추장 라푸라푸와의 유명한 조우는 막탄 전투에서 마젤란의 죽음으로 끝났다. 세부아노족들은 세부를 식민지화시킨 멕시코 탐험가들이 올 때까지 식민지화를 늦출 수가 있었지만, 결국 스페인의 통치를 막지는 못했다.
오늘날, 세부 섬의 인구는 약 3,850,000명에 이른다. 세부아노족들은 비사야 제도와 민다나오 곳곳에 거주하고 있다.

## 문화와 축제
필리핀의 다른 지역들처럼 세부도 스페인 제국과 멕시코 부왕령의 통치를 받았다. 그리고 그 결과로 스페인과 멕시코 영향을 아주 많이 받게 되었다. 따라서 세부아노에는 수천개의 멕시코식 스페인어 차용어가 스며들었다. 멕시코와 스페인의 영향은 요리, 전통의상, 춤, 음악, 축제, 전통과 공예에서 뚜렷하게 나타난다.
세부아노 문화는 전통적으로 말레이, 다른 아시아 문화의 영향, 스페인, 그리고 미국의 영향 등이 혼합된 특징을 나타내고 있다. 세부아노족 대부분의 로마 가톨릭을 신봉하는 이유도 거기에 있다.
세부 섬의 유명한 축제들 중 하나로 시눌룩 축제가 있다. 이것은 기독교와 애니미즘 요소가 혼합된 축제로 매년 1월 세째 주에 시행된다.

## 언어

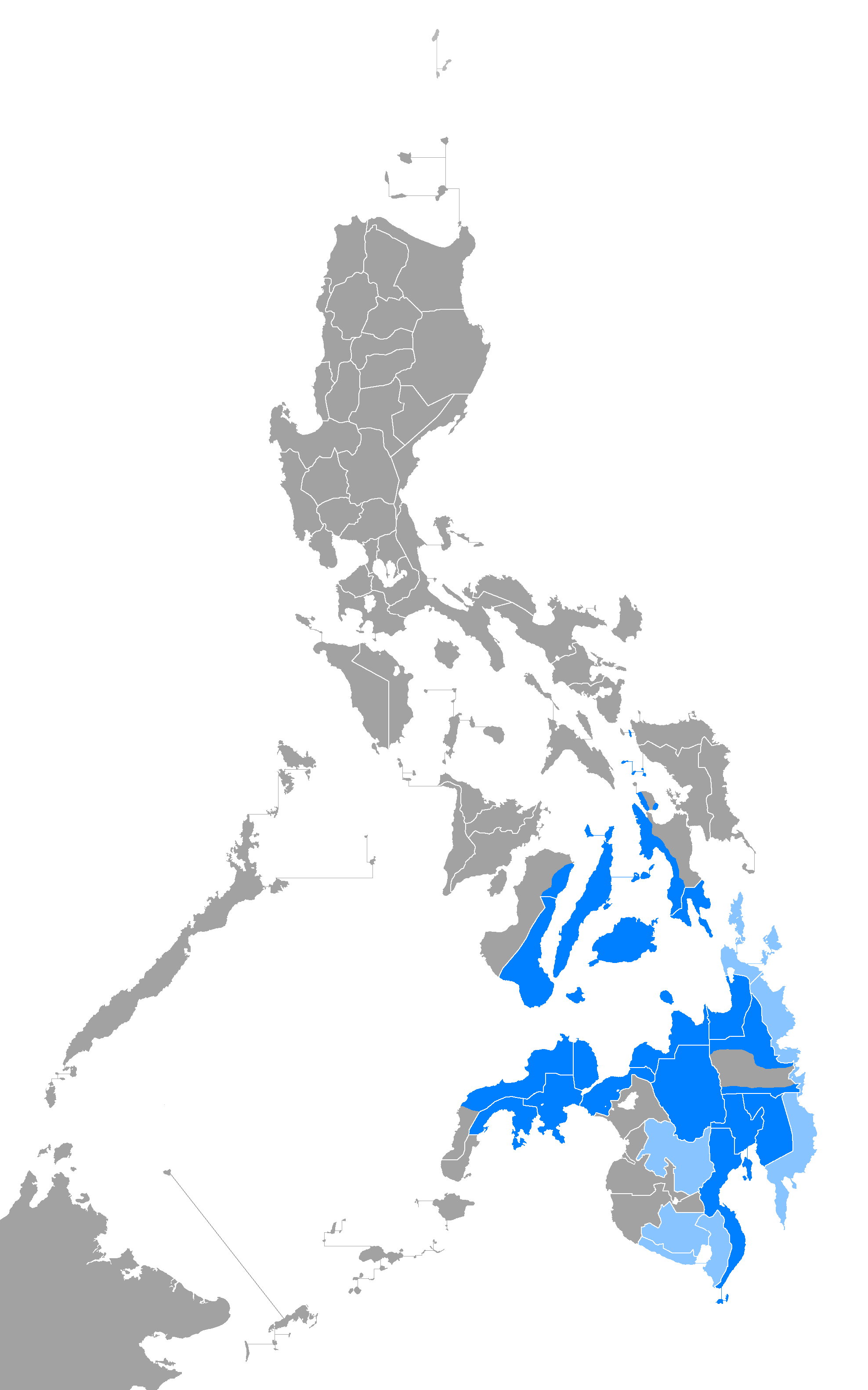
세부아노어 통용 지역 분포도

약 2500만명의 사람들에 의해 말해지는 세부아노어는 필리핀 전체에서 가장 넓게 말해지는 비사야어이다. 대부분의 세부아노 화자들은 세부, 보홀, 시퀴호르, 빌리란, 남서 레이테주, 네그로스주 동부 그리고 대부분의 민다나오 북부에서 발견된다.

## 같이 보기
- 필리핀의 인구
- 필리핀의 민족
- 세부주
- 세부아노어
- 타갈로그족
- 카팜팡안족
- 일로카노족
- 이바탄족
- 팡가시난족
- 비콜라노족
- 네그리토
- 비사야족
- 루마드족
- 모로족